# Chinesische Armbrust
Eine Chinesische Armbrust ist eine Armbrust aus China.

## Beschreibung
Eine Chinesische Armbrust besteht aus Holz, Horn und Bronzeteilen. Sie hat eine lange Tradition in China und wurde bereits in der Zeit der Streitenden Reiche, etwa (475 v. Chr.) benutzt. Sie ist in der Regel anders gestaltet als die europäischen Armbrüste. Die Armbrust besitzt keinen Anschlagschaft, sondern nur einen Handgriff, der ähnlich einem modernen Pistolengriff in der Nähe des Abzugs sitzt. Der Bogen besteht aus Holz oder Horn, der Schaft aus Holz. Das besondere an dieser Armbrust ist der Abzugsmechanismus, der aus Bronze besteht und zur Zeit der Qin-Dynastie (221 v. Chr. – 207 v. Chr.) bereits in Serienfertigung hergestellt wurde. Er besteht aus vier Einzelteilen, war äußerst präzise gefertigt, konnte von den Truppen als Ersatzteil mit ins Feld genommen und bei Bedarf leicht ausgetauscht werden.

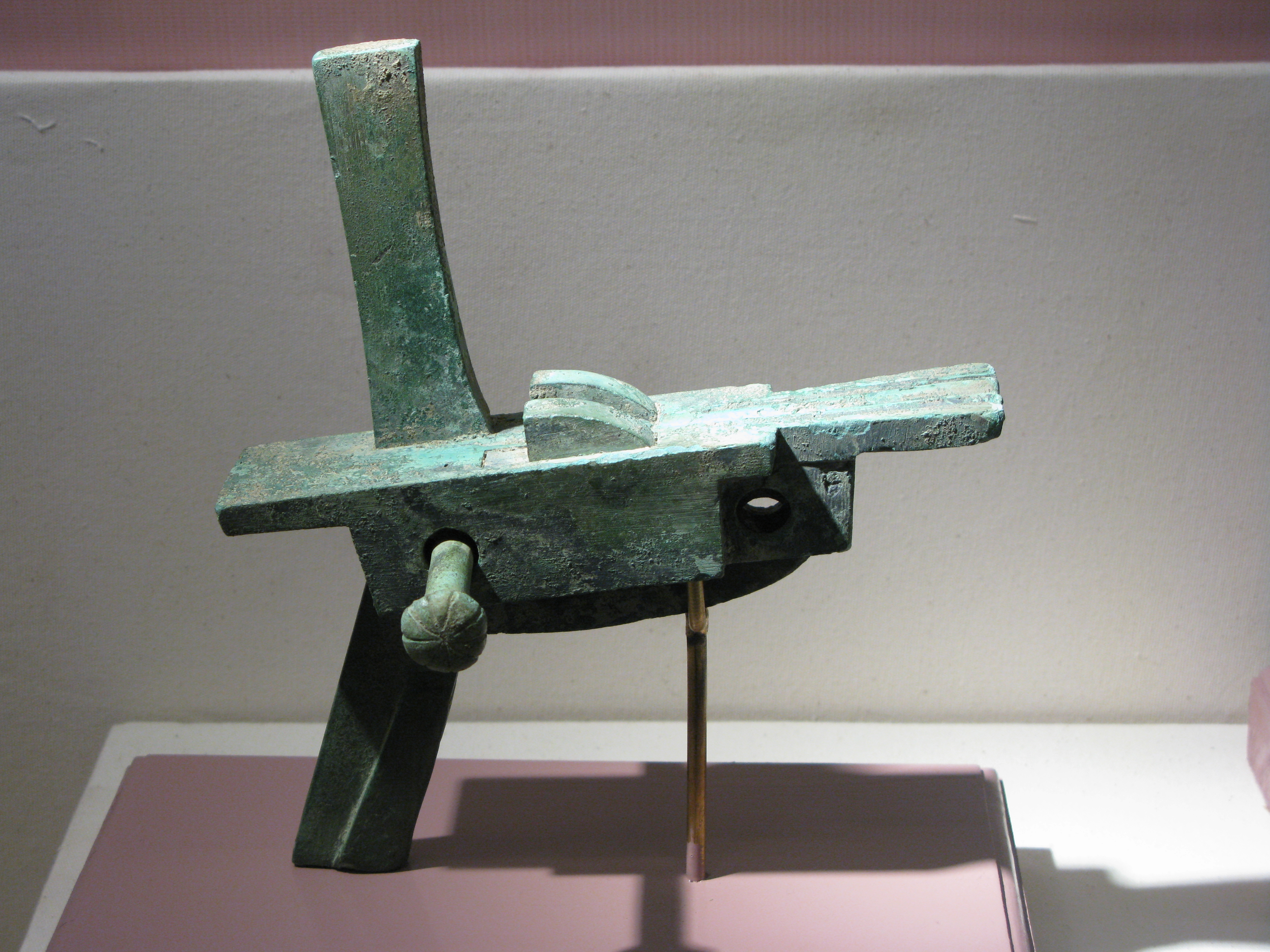
Abzug einer chinesischen Armbrust

Das Schloss ist einfach, aber wirkungsvoll. Die Serienfertigung erlaubte der Militärführung, schnell große Armeen auszurüsten. Die Durchschlagskraft dieser Armbrüste war nicht so hoch wie die europäischen Gegenstücke, jedoch machte die Menge der eingesetzten Waffen diesen Nachteil wieder wett. Um die Wirkung der Geschosse noch zu verstärken, wurden die Spitzen oft mit Gift präpariert.